# O' Sailor
«O' Sailor» es una canción de la cantante estadounidense Fiona Apple y grabada para su tercer álbum Extraordinary machine (2005). Estuvo disponible desde el 15 de agosto del 2005, antes del lanzamiento del álbum el cual fue editado a principios de octubre. Epic Records lo hizo disponible por medio de streaming junto con "Parting Gift" y "O' Sailor" en el sitio web de Fiona Apple. Al día siguiente, las canciones fueron lanzadas para descarga en línea a través de iTunes Music Store.

## Información de la canción
Luego de la filtración de esta canción y otras más de Extraordinay Machine en un formato bootleg, Sony no estaba satisfecho con la primera grabación del álbum. Desde  2002 hasta 2005 se han hecho las canciones en distintas compañías discográficas. Una campaña lanzada para que Fiona pueda grabarlo de forma oficial logró alcanzar tal objetivo; grabando con Mike Elizondo y Brian Kehew. Se grabó desde cero y el resultado fue una cantidad de ventas en 462.000 en Estados Unidos sin que ningún sencillo de tal álbum; ya sean O' Sailor, Parting Gift y Not About Love no entraran a ninguna lista de ventas.

## Lista de canciones
CD promo:
1. «O' Sailor» (Radio Edit) – 4:39
2. «O' Sailor» (Versión del álbum) – 5:36

## Video oficial
El video dirigido por Floria Sigismondi fue filmado en el transatlántico RMS Queen Mary y transmitido originalmente en el canal VH1 el 7 de noviembre, las escenas del video son las siguientes:
- Pueden verse marineros trabajando habitualmente.
- También los tripulantes moviéndose de forma rara en una pequeña niebla.
- Fiona también caminando por los pasillos, mirando desde una ventana lluviosa, en su habitación aburrida y también colocándose un velo.
- Los tripulantes y los marineros nadando en la misma niebla pero Fiona flota sobre ella.
- Fiona al manejo del buque.
- Una coreografía grupal mientras Fiona está atrapada en un candelabro.
- Fiona acostada encima de los tripulantes
- Los tripulantes y marineros suben a Fiona atrapada en el candelabro hasta el techo del vestíbulo.
- De nuevo en una coreografía grupal.
- Sin gente en el vestíbulo a excepción de Fiona, tampoco en el puente de mando.

Fue nominado para ocho premios de Music Video Production Company Awards en las categorías: "Dirigido por cantante femenina", "Dirección artística", "Director del año", "Coreografía", "Escenografía", "Estilo", "Cabello" y "Maquillaje". Y ganó dos premios: "Dirigido por cantante femenina" y "Cabello".